# Tipula (Vestiplex) fernandezi
Tipula (Vestiplex) fernandezi is een tweevleugelige uit de familie langpootmuggen (Tipulidae). De soort komt voor in het Palearctisch gebied.